# Udea rubigalis
Udea rubigalis es una especie de mariposa de la familia Crambidae, dentro del género Udea. Se encuentra en Canadá, Estados Unidos, América Central y América del Sur. La especie fue descrita por primera vez por Achille Guenée en 1854.
La envergadura de las alas es de 15 a 21 mm. Las larvas se alimentan de habas, remolachas, apios y espinacas, además de muchas otras especies.